# رئيس مجموعة البنك الدولي
رئيس مجموعة البنك الدولي هو رئيس مجموعة البنك الدولي. يتولى الرئيس مسؤولية رئاسة اجتماعات مجالس الإدارة والإدارة الشاملة لمجموعة البنك الدولي. تقليديا، كان رئيس مجموعة البنك الدولي دائما مواطنا أميركيا ترشحته الولايات المتحدة، أكبر مساهم في مجموعة البنك الدولي. ويخضع المرشح لتأكيد مجلس الإدارة التفيذي للعمل لمدة خمس سنوات قابلة للتجديد. وفي حين أن معظم رؤساء مجموعة البنك الدولي لديهم خبرة مصرفية، فإن بعضهم لم يكن كذلك.

## قائمة رؤساء مجموعة البنك الدولي
الحالة
| #  | الصورة | الاسم                     | التاريخ     | البلد                             | خلفية | ملاحظات |
| -- | ------ | ------------------------- | ----------- | --------------------------------- | --- | --- |
| 1  |        | يوجين ماير                | 1946        | الولايات المتحدة                  | مصرفي، واقتصادي، وسياسي، وخبير مالي، وناشر جريدة. | أول رئيس لمجموعة البنك الدولي |
| 2  |        | ماكلوي                    | 1947–1949   | الولايات المتحدة                  | محام ومساعد وزير الحرب الأمريكي | أول رئيس لمجموعة البنك الدولي ذو خلفية عسكرية |
| 3  |        | يوجين ر. بلاك سينيور      | 1949–1963   | الولايات المتحدة                  | المدير التنفيذي للبنك مع بنك تشيس، والمدير التنفيذي للبنك الدولي | |
| 4  |        | جورج ديفيد وودز           | 1963–1968   | الولايات المتحدة                  | المدير التنفيذي للبنك مع شركة فيرست بوسطن | |
| 5  |        | روبرت ماكنامارا           | 1968–1981   | الولايات المتحدة                  | وزير الدفاع الأمريكي، مدير أعمال لدى شركة فورد | |
| 6  |        | ألدن دبليو كلاوسن         | 1981–1986   | الولايات المتحدة                  | محام، مدير تنفيذي لدى بنك أوف أمريكا | |
| 7  |        | باربر كونابل              | 1986–1991   | الولايات المتحدة                  | عضو مجلس الشيوخ عن ولاية نيويورك وعضو الكونغرس الأمريكي | |
| 8  |        | لويس تومسون برستون        | 1991–1995   | الولايات المتحدة                  | Bank executive with J.P. Morgan &amp; Co. | |
| 9  |        | جيمس وولفنسون             | 1995–2005   | أستراليا · الولايات المتحدة       | مصرفي، ومحامي شركات | أول رئيس لمجموعة البنك الدولي وُلد خارج الولايات المتحدة. أول رئيس لمجموعة البنك الدولي من أستراليا.                                                                                           |
| 10 |        | بول ولفويتس               | 2005–2007   | الولايات المتحدة                  | مناصب وزارية وحكومية مختلفة؛ سفير الولايات المتحدة لدى إندونيسيا، نائب وزير الدفاع الأمريكي | |
| 11 |        | روبرت زوليك               | 2007–2012   | الولايات المتحدة                  | مسؤول تنفيذي في بنك غولدمان ساكس، نائب وزير الخارجية والممثل التجاري للولايات المتحدة | |
| 12 |        | جيم يونغ كيم              | 2012–2019   | كوريا الجنوبية · الولايات المتحدة | طبيب أمريكي كوري وعالم أنثروبولوجيا، مؤسس مشارك لـ Partners in Health والرئيس السابع عشر لكلية دارتموث. | أول رئيس لمجموعة البنك الدولي وُلد في آسيا. أول رئيس لمجموعة البنك الدولي من كوريا الجنوبية.                                                                                                   |
| –  |        | كريستينا جورجيفا بالإنابة | 2019        | بلغاريا                           | الرئيس التنفيذي للبنك الدولي. المفوض الأوروبي للميزانية والموارد البشرية خلال لجنة يونكر. المفوض الأوروبي للتعاون الدولي والتنمية خلال لجنة باروسو. المفوض الأوروبي للمساعدة الإنسانية وإدارة الأزمات خلال لجنة باروسو. | أول امرأة تشغل منصب رئيس مجموعة البنك الدولي أول رئيس بالإنابة لمجموعة البنك الدولي. أول رئيس لمجموعة البنك الدولي وُلد في أوروبا. أول رئيس لمجموعة البنك الدولي من الاتحاد الأوروبي وبلغاريا. |
| 13 |        | ديفيد مالباس              | 2019–2023   | الولايات المتحدة                  | وكيل وزارة الخزانة للشؤون الدولية، كبير الاقتصاديين في بير ستيرنز. | |
| 14 |        | أجاي بانغا                | 2023 – حالي | الولايات المتحدة                  | شغل أجاي بانغا مؤخراً منصب نائب رئيس مجلس إدارة جنرال أتلانتيك. . | |

## روابط خارجية
- رئيس البنك الدولي